# Notamacropus greyi
Notamacropus greyi (кенгуру Ґрея) — вид сумчастих родини Кенгурових. Вид названий на честь сера Джорджа Ґрея (англ. George Grey, 1812—1898), британського солдата, дослідника, урядовця. 

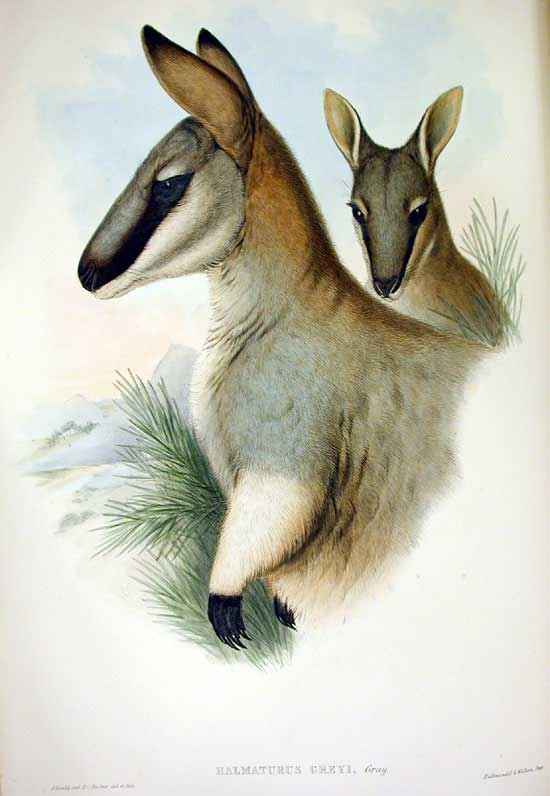
Macropus greyi

## Опис
Останні дикі особини Macropus greyi були записані в 1924 році, хоча трохи полонених вижили приблизно до 1937 року. Мешкав на південному сході Південної Австралії. Цей вид був знайдений у відкритих областях. Введені хижаки, конкуренція з худобою, спортивне полювання, а також вбивство на шкуру тварини привели до вимирання виду. 